# Kobayashi Takiji
Kobayashi Takiji (小林 多喜二 Tiểu Lâm Đa Hí Nhị,  01 tháng 12 năm 1903 – 20 tháng 2 năm 1933) là một nhà văn người Nhật. Ông cũng là một đảng viên của Đảng Cộng sản Nhật Bản.

## Tiểu sử
Kobayashi Takiji chào đời ở Odate, Akita và được nuôi dưỡng ở Otaru, Hokkaidō. Về sau, Takiji tốt nghiệp Trường Cao đẳng Thương nghiệp Otaru.
Mặc dù sự nghiệp viết văn của Takiji không được lâu, nhà văn này đã viết nhiều truyện vừa, truyện ngắn. Trong những truyện này, cuộc đấu tranh của người dân Nhật Bản chống các thế lực phong kiến, địa chủ, và cả chủ nghĩa tư bản, chủ nghĩa quân phiệt được thể hiện rõ rệt. Đề tài trong mọi tác phẩm của Kobayashi Takaji luôn là cuộc đấu tranh cách mạng trong thời kỳ đó, thể hiện tư tưởng và tình cảm của giai cấp vô sản chiến đấu. Năm 1929, ông viết truyện Kanikōsen (Thuyền đóng hộp cua), nói về những thủy thủ, công nhân làm việc cực khổ trên một chiếc thuyền giữa biển Okhotsk. Tháng 8 năm 2008, tác phẩm này được tái bản, thu hút hơn 500.000 độc giả ở nước Nhật. Đây là cuốn sách bán chạy nhất Nhật Bản năm 2008.
Từ điển Bách khoa Toàn thư Việt Nam đề cập đến nội dung truyện "Người cán bộ đảng" (1933) như sau:
"Tôi", nhân vật chính trong truyện, đã trải qua nhiều thử thách, dần dần xoá sạch được ý thức tiểu tư sản còn rơi rớt trong người và trở thành một đảng viên cộng sản toàn tâm toàn ý phục vụ nhân dân, phục vụ cách mạng.
Takiji còn giữ cương vị Tổng thư ký của Hội Nhà văn vô sản Nhật Bản. Năm 1931, ông gia nhập Đảng Cộng sản Nhật Bản. Năm 1933, cảnh sát của chế độ quân phiệt ở Tokyo bắt Takiji và tra tấn ông đến chết, khi đó ông mới 29 tuổi.

## Tác phẩm
- Kanikōsen ("Thuyền đóng hộp cua")
- Ngày 15 tháng 3 năm 1928 (dựa trên sự kiện ngày 15 tháng ba)
- Người cán bộ đảng (1933)

## Các tác phẩm được dịch sang tiếng Anh
Năm 1933 truyện "Thuyền đóng hộp cua" được dịch và xuất bản bởi Các Nhà xuất bản Quốc tế (International Publishers) ở New York
Hai tiểu thuyết của ông "Kani kōsen" và "Fuzai jinushi", được Franl Motofuji dịch sang tiếng Anh, với tựa The Factory Ship và The Absentee Lanlord Năm 1973, hai bản dịch này được Nhà in Trường Đại học Tokyo xuất bản dưới sự đỡ đầu của UNESCO.